# ミゲル・サンス
ミゲル・サンス・セスマ（Miguel Sanz Sesma, 1952年9月16日）は、スペイン・パンプローナ県コレーリャ出身の政治家。1996年から2011年までナバーラ州首相（レンダカリ）を務め、1997年から2009年までナバーラ住民連合(UPN)党首を務めた。

## 経歴
ナバーラ県の南部、トゥデラ近郊の町コレーリャに生まれた。初等学校の教師をしていたが、その後ナバーラ大学で経営学を学んだ。1983年から1987年には故郷のコレーリャ町長を務め、1983年以後にはナバーラ州議会議員に選出され続けている。1989年にはナバーラ住民連合(UPN)の副党首に就任し、1991年から1995年までナバーラ州首相を務めたフアン・クルス・アリの下では、ナバーラ州副首相を務めた。1996年にナバーラ州首相（レンダカリ）に就任し、1997年にはUPNの党首に就任した。2007年のナバーラ州議会選挙では、左翼政党とバスク民族主義政党が過半数の議席を獲得し、UPNは政権喪失の危機に立ったが、UPNはスペイン社会労働党(PSOE)との間で取り決めを行い、UPNはナバーラ民主集中との連立政権を組み、サンスがナバーラ州首相に、社会主義者のエレナ・トーレス・ミランダがナバーラ州議会議長に就任することで合意に達した。
2009年、12年間務めたUPN党首の座をジョランダ・バルシーナに譲った。2011年のナバーラ州議会選挙の際には、15年間務めた州首相に再立候補する意思がないことを表明。UPNは州議会選挙に勝利し、後任の州首相には党首でもあるバルシーナが就任した。

## 政策
サンスはバスク民族主義に対して厳しい姿勢を取ることで知られ、また財政中心主義でも知られている。後者の立場は、UPNと提携関係にあった国民党との関係終結につながり、これによって2008年には、国民党のナバーラ州支部であるナバーラ国民党が復活した。